# Haselbury Plucknett
Haselbury Plucknett is een civil parish in het bestuurlijke gebied South Somerset, in het Engelse graafschap Somerset met 744 inwoners.